# Radnice v Bardejově
Radnice v Bardejově je goticko-renesanční budova postavená uprostřed Radničního náměstí tohoto okresního města v Prešovském kraji.
Po stavební a významové stránce tvořila radnice funkční i ideovou protiváhu farního chrámu svatého Egídia (česky Jiljí), byla sídlem městské rady, centrem obchodního, společenského a kulturního života obyvatel města. Z architektonického hlediska je budova radnice významným dokladem pronikání renesančních výtvarných a architektonických prvků do doznívajícího gotického konceptu architektury.

## Historie výstavby
Správa města Bardejov prošla během historického období dlouhým vývojem. Původně toto území i prvotní slovanskou osadu spravovali cisterciáčtí mniši a jejich představený – převor kláštera. Důležitým mezníkem ve vývoji městské správy byl rok 1376, kdy král Ludvík I. povýšil osadu na svobodné královské město a udělil mu právo volby rychtáře a městské rady. Městská rada se během celého 15. století scházela v úřední místnosti rychtáře, která se nacházela mimo nynější centrální náměstí.
Konec 15. století přinesl Bardejovu rozkvět hospodářského a společenského života, což se projevilo i v životě městské honorace. Významné postavení města jakož i reprezentativnější prostory určené pro zasedání rady měla zajistit stavba honosné radnice. Na základě rozhodnutí městské rady ji postavili uprostřed náměstí.
V roce 1505 začaly stavební práce, kterými představitelé města pověřili mistra Alexandra. Ten v průběhu roku 1505 postavil přízemí budovy. Na stavbě se v následujících letech vystřídalo několik stavebních mistrů. Dalším byl mistr Alexius, autor arkýře, oken a portálů (v roce 1508). Mistr Ján z Prešova ukončil v následujícím roce první patro, postavil vysoké štíty a vyzdobil je kamennými prvky. Malířskou výzdobu realizovali místní mistři Theofil Stanczel v letech 1510–1511 (malovanými erby vyzdobil štíty a v radní síni namaloval výjev Posledního soudu) a Matej Grunwald (výmalba exteriéru). Tím byla budova po stavební stránce hotová.
V následujících letech se práce soustředily v interiérech (zařizování mobiliářem, výzdoba místností). Tyto práce prováděli místní mistři. V roce 1556 dokončili stříšku nad arkýřem východní fasády; v roce 1641 její římsu vyzdobil Bardejovský malíř Matej Grünwald znaky města a krajiny. Další práce byly na radnici realizovány v letech 1521, 1563 a 1582 a týkaly se především malířské výzdoby objektu.
V následujícím období se na stavbě, jakou známe dnes, vykonávali většinou pouze restaurátorské práce; začátkem 20. století byla radnice v letech 1904–1905 (po předcházejícím požáru v roce 1902) upravována pro připravované expozice vznikajícího Muzea Šarišské župy (dnešní Šarišské muzeum). V 80. a 90. letech 20. století proběhla poslední památková obnova.

## Popis objektu
Renesanční radnice v Bardejově je dvoupodlažní stavba blokového charakteru na pravidelném obdélníkovém půdorysu s delší stranou ve směru sever-jih. Charakterizují ji vysoké boční štíty sedlové taškové střechy a renesanční arkýř na její východní straně, zpřístupňující druhé patro. Na štítu severní fasády jsou tři vyřezávaná okna a městský znak. Štít jižní fasády dotváří čtveřice oken, hodiny a malované znaky města a Uherska. Na vrcholu jižního štítu stojí postava legendárního rytíře Rolanda s halapartnou (dílo mistra Jána z Prešova kolem roku 1509), symbolického ochránce městských privilegií. Původní kamenná socha byla v roce 1641 nahrazena dřevěnou pokrytou měděným plechem. Současná socha je kopií a je celá z měděného plechu. Okna na všech fasádách mají stejné tvary. Oba střešní štíty jsou po obvodu doplněny skupinami soch a kraby – jižní štít: lev, muž s plnovousem, kočka, opice, obchodník s plátnem, severní štít: démon, muž s přesýpacími hodinami, drak, král, kameník a muž s holí.

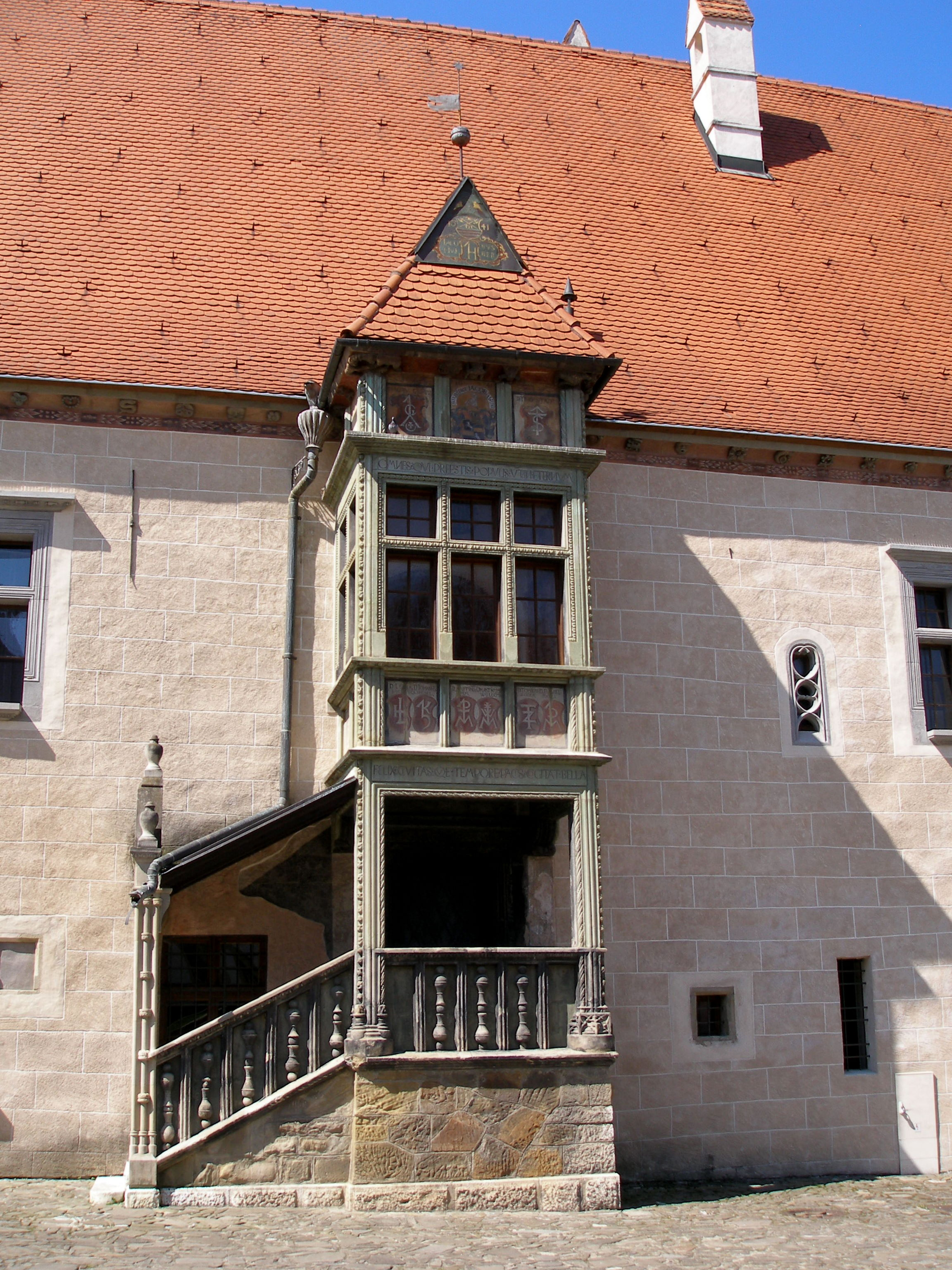
Arkýř na východní fasádě

Na jihozápadním rohu se zachovaly dvě duté městské míry z let 1510 a 1620, kterými se při prodeji měřilo obilí a luštěniny. Jsou zdobeny městským znakem a datováním po obvodu.
Architektonicky nejbohatší je členěná východní fasáda, které dominuje na středovou osu situovaný dřevěný, bohatě zdobený arkýř. V polích nad a pod okny obsahuje malované erby a štíty s monogramy členy městské rady. Arkýř ukončuje korunní římsa s reliéfy. Na východním štítě je nástěnná malba zobrazující anděla držícího městský znak, štít se jménem Jakuba Hubera a letopočet 1641. V nadpraží hlavního portálu je nápis PRIVSQM Incipit Consulta.
Kromě historické hodnoty je bardějovská radnice cenná i po umělecké stránce. K jejím nejcennějším částem patří architektonické detaily: portály, dekorativní výzdoba štítů, vstupní arkýř, schodiště, nástěnné malby, trámový strop v radní síni a malované značky, erby a nápisy i část mobiliáře (vzácná je např. skříň na městská privilegia).
Interiérová výzdoba dokumentuje význam a důstojnost stavby. Každá z místností radnice vyniká jedinečnou uměleckou výzdobou sestávající z unikátních architektonických prvků – bohatě zdobených portálů, kleneb, intarzování dveří a výmalbou. Největší místností byla radniční síň sloužící zasedáním městské rady. Je zakryta původním bohatě polychromovaným trámovým kazetovým stropem z roku 1508. Během památkářských výzkumů radnice v letech 1978–1979 odkryli v radniční síni nástěnnou malbu Poslední soud z roku 1511, vytvořenou malířem Theofilem Stanczelem.

## Význam památky
Stavba bardějovské radnice od svého počátku zdůrazňovala navenek význam tohoto hornošarišského města. Radnice byla sídlem městské rady, centrem veřejného života obyvatel města. Přízemí budovy plnilo obchodní funkci, v patře byly místnosti sloužící potřebám městské rady a městské pokladny.
Navzdory přítomnosti některých pozdně stavebních prvků, se na stavbě radnice začaly uplatňovat vlivy nastupující renesance, na základě čehož je bardějovská radnice považována za první světskou stavbu tohoto slohu na slovenském území.
Její význam z historického a uměleckého hlediska byl oceněn v roce 1985 zapsáním do seznamu národních kulturních památek Slovenska. Jako památka nadregionálního významu byla radnice spolu s ostatními památkami historického jádra Bardejova v roce 2000 zapsána do Seznamu Světového dědictví UNESCO.
Dnes se historické prostory radnice využívají jako místnosti Šarišského muzea, kde je trvale umístěna historická expozice Bardejov – Svobodné královské město.